# Dunavecse
Dunavecse [dunaveče] (chorvatsky Večica, srbsky Дунавече, Dunaveče) je město v Maďarsku, nacházející se na severozápadě župy Bács-Kiskun, spadající pod okres Kunszentmiklós. Město leží u břehu Dunaje a je známé především tím, že se zde nachází most Pentele, který je zatím jednou z mála vystavěných částí připravované dálnice M8. Nachází se asi 55 km západně od Kecskemétu. V roce 2015 zde žilo 3 856 obyvatel. Dle údajů z roku 2011 zde bylo 92,7 % obyvatel maďarské, 2,3 % romské, 0,7 % německé a 0,7 % rumunské národnosti.
Nejbližšími městy jsou Dunaújváros, Kunszentmiklós, Solt a Szabadszállás. Blízko jsou též obce Apostag, Dunaegyháza, Kisapostag, Szalkszentmárton a Újsolt.